# Castanopsis diversifolia
Castanopsis diversifolia là một loài thực vật có hoa trong họ Fagaceae. Loài này được (Kurz) King ex Hook.f. mô tả khoa học đầu tiên năm 1888.